# Seth Rosin
Seth Rosin (né le 2 novembre 1988 à Fargo, Dakota du Nord, États-Unis) est un ancien lanceur droitier de la Ligue majeure de baseball.

## Carrière
Alors qu'il est à l'école secondaire dans le Minnesota en 2007, Seth Rosin est repêché par les Twins du Minnesota au 28e tour de sélection mais il repousse l'offre pour rejoindre plutôt les Golden Gophers de l'Université du Minnesota. Il est mis sous contrat par les Giants de San Francisco, qui en font leur choix de 4e ronde en 2010. Alors qu'il évolue en ligues mineures, Rosin est transféré aux Phillies de Philadelphie le 31 juillet 2012, avec le voltigeur Nate Schierholtz et le receveur Tommy Joseph en retour du voltigeur Hunter Pence. Rosin passe la saison 2013 à jouer au niveau Double-A des ligues mineures dans l'organisation des Phillies. Le 12 décembre 2013, il est réclamé par les Mets de New York au repêchage de la règle 5 et immédiatement cédé aux Dodgers de Los Angeles. Le 26 mars 2014, à la fin de l'entraînement de printemps des Dodgers, auquel il participe, Rosin est réclamé au ballottage par les Rangers du Texas.
Seth Rosin fait ses débuts dans le baseball majeur avec les Rangers du Texas le 31 mars 2014 comme lanceur de relève contre Philadelphie. Le 2 avril suivant, dans un autre match contre les Phillies de Philadelphie, il remporte sa première victoire au plus haut niveau. Le droitier vient lancer dans 3 matchs des Rangers et, en 4 manches, accorde 3 points mérités pour une moyenne de 6,75. Le 11 avril 2014, Rosin change de club pour la 4e fois en 4 mois alors que les Rangers le retournent aux Phillies. 